# 기술통계학
기술 통계학(記述 統計學, descriptive statistics) 또는 기술통계는 측정이나 실험에서 수집한 자료(data)의 정리, 요약, 해석, 표현 등을 통해 자료의 특성을 규명하는 통계적 방법이다.

## 단계
1. 자료 설계
2. 자료 수집
3. 자료 검증
4. 자료 분석
5. 자료 재검증

## 기술통계분석
기초적인 기술통계분석으로는 평균,표준편차등과 같은 수치나 산점도,막대그래프 같은 그래픽적 표현이 있다. 그러나 이러한 기초적인 기술통계분석은 추론통계(inference statistics)같은 복잡한 통계 분석에서뿐만아니라 빈도분석(frequency analysis), 기술분석(descriptive analysis), 상관분석(reliability analysis)등에서 기본이 된다. 

## 같이 보기
- 통계적 추론(statistical inference)
- 추계학(stochastic)

## 참고
- (Collaborative Statistics,Barbara Illowsky , Susan Dean,  De Anza College , Cupertino,California , cnx.org)https://cnx.org/contents/XgdE-Z55@40.9:LnCgyaMt@17/Preface